# Bivaque

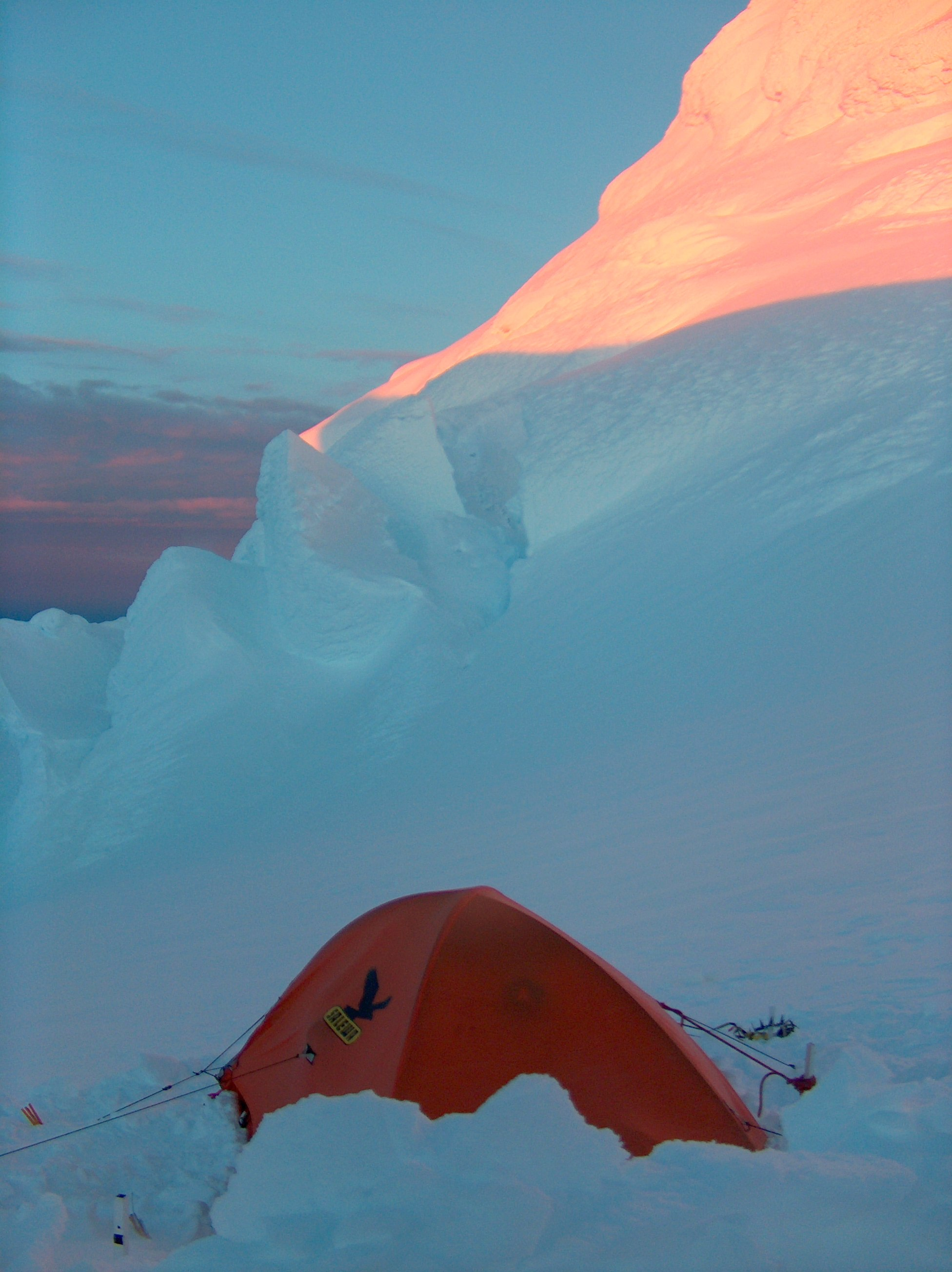
Bivaque no alpinismo

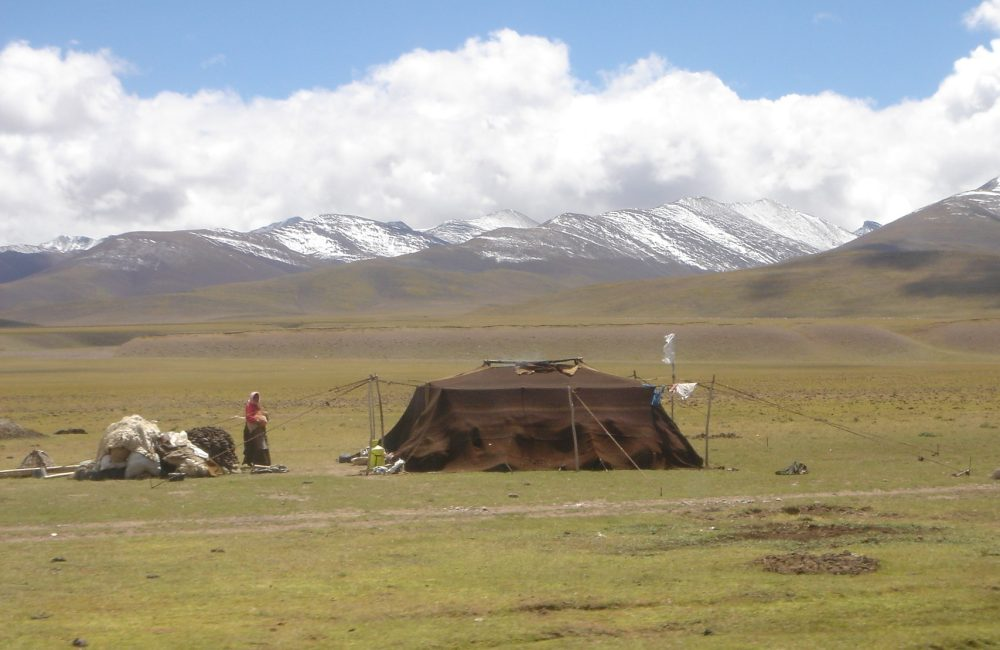
Nómadas do Tibete

Bivaque (bivouac em francês) designa um acampamento rudimentar para passar a noite na natureza, e pode ser feito sobre uma tenda de campismo ou ao ar livre num saco de dormir.
Se nos países desenvolvidos é utilizado principalmente nas férias, em muitos povos nómadas é o modo de habitação habitual.
O termo também é usado para definir os pernoites que escaladores fazer na própria rocha durante longas escaladas, utilizando uma espécie de tenda que é montada na parede rochosa e presa nas proteções da própria via de escalada.

## Etimologia
O termo francês bivouac também é utilizado em inglês depois das guerras napoleónicas, e provém de uma palavra alemã da Idade Média Clássica, biwacht, que se decompõe em bie-, "secundário" e wacht, "vigiar", e fazia referência ao cargo de vigia das localidades fortificadas, e os militares utilizavam os bivouac.